# Эррера, Эладио
Эла́дио О́скар Эрре́ра (исп. Eladio Oscar Herrera; 9 февраля 1930, Буэнос-Айрес — 25 ноября 2014) — аргентинский боксёр средней весовой категории. В конце 1940-х — начале 1950-х годов выступал за сборную Аргентины: бронзовый призёр летних Олимпийских игр в Хельсинки, участник многих международных турниров и национальных первенств. В период 1953—1955 боксировал на профессиональном уровне, но без особых достижений.

## Биография
Эладио Эррера родился 9 февраля 1930 года в Буэнос-Айресе. Благодаря череде удачных выступлений удостоился права защищать честь страны на летних Олимпийских играх 1948 года в Лондоне — сумел дойти здесь до стадии четвертьфиналов первой средней весовой категории, после чего по очкам проиграл американцу Хорасу Херрингу. Четыре года спустя прошёл квалификацию на Олимпийские игры в Хельсинки, и на этот раз ему удалось дойти до полуфинала среднего веса. В полуфинальном матче соперником Эрреры стал знаменитый венгр Ласло Папп, он обыграл Эрреру во всех трёх раундах и в итоге занял на турнире первое место.
Получив бронзовую олимпийскую медаль, Эррера решил попробовать себя среди профессионалов и покинул сборную. В марте 1953 года состоялся его профессиональный дебют, своего первого соперника он победил нокаутом в десятом раунде. Тем не менее, дальше его карьера перестала развиваться, в 1955 году он провёл ещё один бой, потерпел поражение и больше уже никогда не выходил на ринг в качестве действующего спортсмена. После завершения спортивной карьеры работал тренером по боксу в клубе «Альмагро», расположенном в Диас-Велес.